# COVIran Barakat
COVIran Barakat es una vacuna contra el COVID-19 por el Grupo Industrial Shifa Pharmed, de propiedad estatal iraní. Ha sido probada con éxito en animales y ha sido aprobada por la Administración de Alimentos y Medicamentos de Irán para ser probada en humanos. El ensayo clínico de fase 2/3 (II/III) comenzó el 13 de marzo de 2021, y los primeros participantes fueron inoculados el 29 de marzo
El Dr. Minoo Mohraz ha sido seleccionado como líder del "proyecto de la vacuna Corona en Irán". La Dra. Mohraz es una médica, científica y especialista en sida iraní. Es profesora titular (emérita) de enfermedades infecciosas en la Universidad de Ciencias Médicas de Teherán y directora del Centro Iraní para el VIH/SIDA. La Dra. Mohraz también ha trabajado en la Organización Mundial de la Salud como experta en VIH/SIDA en Irán y el Mediterráneo Oriental.

## Tecnología
El 29 de diciembre de 2020, se iniciaron los ensayos en humanos del primer candidato a vacuna COVID-19 nacional de Irán. El mecanismo de producción de esta vacuna se basa en la vacuna inactivada. En otras palabras, "está hecha de un coronavirus que ha sido debilitado o matado por productos químicos, de forma similar a como se hacen las vacunas contra la polio."

## Desarrollo
Tayyebeh Mokhber, la primera voluntaria que recibe una inyección de COVIran Barakat fue la hija de Mohammad Mokhber, director de setad. El ministro de Sanidad, Saeed Namaki, y la vicepresidenta de Ciencia y Tecnología, Sorena Sattari, participaron en la ceremonia de inyección de la vacuna. Según los informes, hay más de 65.000 iraníes que se ofrecieron como voluntarios para probar la vacuna y 56 personas seleccionadas participaron en la primera fase de las pruebas en humanos, que duran entre 45 y 60 días. La fase inicial de las pruebas en humanos de esta vacuna comenzó con la inyección de 56 voluntarios que tenían entre 18 y 50 años.
Al segundo y tercer grupo de voluntarios también se les inyectó la vacuna. Según el jefe del equipo de producción de vacunas de la Setad, los resultados muestran que esta vacuna también neutraliza el virus COVID-19 mutado británico.
En marzo de 2021, la Oficina Ejecutiva de la Orden del Imán Jomeini inició un ensayo clínico de fase II-III de COVIran Barakat con 280 participantes en ciudades como Teherán, Mashhad, Karaj, Isfahán y Shiraz. Según la asignación del departamento de equipos médicos, la segunda fase coincidió con la tercera. La vacuna ha llegado a su tercera fase de pruebas en humanos; y las primeras inyecciones de la tercera fase comenzaron el 25 de abril de 2021.
Como funcionario a cargo de la fabricación de las vacunas Irán Barakat, Mohammad Reza Salehi dijo, "algunos países vecinos tienden a entrar en la tercera fase del ensayo clínico de la iraní "COVIran Barakat". Están revisando las recomendaciones para dejarles participar.

## Producción
Según la Setad (Sede Ejecutiva de la Directiva del Imán), bajo el control directo del Líder Supremo de Irán, "la producción de la vacuna desarrollada por una de sus empresas, Shifa Pharmed, podría alcanzar los 12 millones de dosis al mes, seis meses después de que finalice con éxito el ensayo". El 15 de marzo de 2021, declaró que EIKO ya tiene una capacidad de tres millones de dosis al mes y que a finales de junio la capacidad será de 15-20 millones de dosis al mes.

El 10 de mayo de 2021, se presentó el primer producto de la producción en masa de la vacuna iraní de la corona llamada "COVIran Barakat" en la primera fase de la fábrica de producción de vacunas asociada a la Ejecución de la Orden del Imán Jomeini (EIKO). Por lo tanto, se han puesto en marcha dos líneas industriales. La primera línea de producción está preparada y la segunda se está preparando. A finales de septiembre (teniendo en cuenta la capacidad de tres millones de dosis de la primera línea), se estimó la producción de 20 millones de dosis de la vacuna Irán Barakat en el mes.